# Ware Shoals
Ware Shoals é uma cidade  localizada no estado norte-americano de Carolina do Sul, no Condado de Abbeville e Condado de Greenwood e Condado de Laurens.

## Demografia
Segundo o censo norte-americano de 2000, a sua população era de 2363 habitantes.
Em 2006, foi estimada uma população de 2360, um decréscimo de 3 (-0.1%).

## Geografia
De acordo com o United States Census Bureau tem uma área de
10,3 km², dos quais 10,0 km² cobertos por terra e 0,3 km² cobertos por água.

## Localidades na vizinhança
O diagrama seguinte representa as localidades num raio de 16 km ao redor de Ware Shoals.